# Nash (Rapper)
Nash (* 1991 im Irak; bürgerlich Ali Rihilati, arabisch علي ريهيلاتى) ist ein ehemaliger deutscher Rapper. Er war Teil der Dresdener Rap-Crew KMN Gang.

## Leben
Nash kam im Kindesalter mit seinen Eltern aus dem Irak nach Deutschland. Er wuchs in Dresden in einer chaldäisch-katholischen Familie mit aramäischen Wurzeln auf und beherrscht neben Deutsch auch die arabische und aramäische Sprache. Nash besuchte eine Grundschule in Dresden, an der er Azet kennen lernte. Die beiden begannen zu Rappen, wobei sich Nash in der Anfangszeit noch Jesse Jamal nannte. Im Jahre 2008 bildeten die beiden die Crew Ghetto Stars, die kurz darauf im Streit zerbrach.
2010 fanden die beiden wieder zusammen und gründeten gemeinsam mit dem Rapper Insider die KMN Gang, wobei der erste Titelbestandteil ursprünglich für „Küss meine Nikes“ stand. In dieser Zeit nannte sich Nash Achillez. Kurz darauf kam zunächst Zuna zur Crew, danach Miami Yacine und Nash gab sich seinen heutigen Namen.
2018 wurde Nashs jüngerer Bruder zu einer Gefängnisstrafe wegen Handels mit Marihuana verurteilt. Nash selbst kam in Untersuchungshaft, da er einen Zeugen beeinflusst haben soll; er wurde 2019 freigesprochen. Bereits vorher hatte Nash mehrere Gefängnisstrafen erhalten.
Nash beteiligte sich an zahlreichen Veröffentlichungen der Crew.
Im Laufe des Jahres 2022 gab Nash aufgrund von internen Differenzen seine Trennung von der Gruppe bekannt.
Ende Juli 2023 gab der Künstler über Instagram das Ende seiner Rap-Karriere bekannt.

## Diskografie

### Studioalben
| Jahr | Titel Musiklabel   | Höchstplatzierung, Gesamtwochen, AuszeichnungChartplatzierungen (Jahr, Titel, Musiklabel, Platzierungen, Wochen, Auszeichnungen, Anmerkungen) | Höchstplatzierung, Gesamtwochen, AuszeichnungChartplatzierungen (Jahr, Titel, Musiklabel, Platzierungen, Wochen, Auszeichnungen, Anmerkungen) | Höchstplatzierung, Gesamtwochen, AuszeichnungChartplatzierungen (Jahr, Titel, Musiklabel, Platzierungen, Wochen, Auszeichnungen, Anmerkungen) | Anmerkungen                             |
| Jahr | Titel Musiklabel   | DE | AT | CH | Anmerkungen                             |
| ---- | ------------------ | --- | --- | --- | --------------------------------------- |
| 2020 | Kristall KMN Gang  | — | — | — | Erstveröffentlichung: 18. Dezember 2020 |
| 2022 | Nashville KMN Gang | — | — | — | Erstveröffentlichung: 29. April 2022    |

### EPs
| Jahr | Titel | Höchstplatzierung, Gesamtwochen, AuszeichnungChartplatzierungen (Jahr, Titel, Platzierungen, Wochen, Auszeichnungen, Anmerkungen) | Höchstplatzierung, Gesamtwochen, AuszeichnungChartplatzierungen (Jahr, Titel, Platzierungen, Wochen, Auszeichnungen, Anmerkungen) | Höchstplatzierung, Gesamtwochen, AuszeichnungChartplatzierungen (Jahr, Titel, Platzierungen, Wochen, Auszeichnungen, Anmerkungen) | Anmerkungen                            |
| Jahr | Titel | DE | AT | CH | Anmerkungen                            |
| ---- | ----- | --- | --- | --- | -------------------------------------- |
| 2019 | AP1   | — | — | — | Erstveröffentlichung: 16. August 2019  |
| 2020 | AP2   | — | — | — | Erstveröffentlichung: 14. Februar 2020 |
| 2020 | AP3   | — | — | — | Erstveröffentlichung: 24. April 2020   |

### Singles als Leadmusiker
| Jahr | Titel Album         | Höchstplatzierung, Gesamtwochen, AuszeichnungChartplatzierungen (Jahr, Titel, Album, Platzierungen, Wochen, Auszeichnungen, Anmerkungen) | Höchstplatzierung, Gesamtwochen, AuszeichnungChartplatzierungen (Jahr, Titel, Album, Platzierungen, Wochen, Auszeichnungen, Anmerkungen) | Höchstplatzierung, Gesamtwochen, AuszeichnungChartplatzierungen (Jahr, Titel, Album, Platzierungen, Wochen, Auszeichnungen, Anmerkungen) | Anmerkungen                                       |
| Jahr | Titel Album         | DE | AT | CH | Anmerkungen                                       |
| ---- | ------------------- | --- | --- | --- | ------------------------------------------------- |
| 2017 | Grande Casia Deluxe | DE77 (2 Wo.)DE | — | — | Erstveröffentlichung: 12. Mai 2017                |
| 2018 | Unter Kontrolle –   | DE87 (1 Wo.)DE | — | — | Erstveröffentlichung: 20. Juli 2018               |
| 2019 | Klassik AP1         | DE38 (2 Wo.)DE | — | — | Erstveröffentlichung: 5. April 2019               |
| 2019 | Leben schnell AP1   | DE58 (2 Wo.)DE | — | CH92 (1 Wo.)CH | Erstveröffentlichung: 16. August 2019 feat. Azet  |
| 2020 | Kristall            | DE63 (1 Wo.)DE | — | CH99 (1 Wo.)CH | Erstveröffentlichung: 4. Dezember 2020 feat. Azet |

### Singles als Gastmusiker
| Jahr | Titel Album                               | Höchstplatzierung, Gesamtwochen, AuszeichnungChartplatzierungen (Jahr, Titel, Album, Platzierungen, Wochen, Auszeichnungen, Anmerkungen) | Höchstplatzierung, Gesamtwochen, AuszeichnungChartplatzierungen (Jahr, Titel, Album, Platzierungen, Wochen, Auszeichnungen, Anmerkungen) | Höchstplatzierung, Gesamtwochen, AuszeichnungChartplatzierungen (Jahr, Titel, Album, Platzierungen, Wochen, Auszeichnungen, Anmerkungen) | Anmerkungen                                                                        |
| Jahr | Titel Album                               | DE | AT | CH | Anmerkungen                                                                        |
| --- | ----------------------------------------- | --- | --- | --- | ---------------------------------------------------------------------------------- |
| 2018 | KMN Member –                              | DE11 (7 Wo.)DE | AT10 (4 Wo.)AT | CH9 (4 Wo.)CH | Erstveröffentlichung: 29. Juni 2018 KMN Gang feat. Azet, Miami Yacine, Nash & Zuna |
| 2019 | Crack, Koks, Piece Unternehmen Super Plus | DE13 (5 Wo.)DE | AT21 (2 Wo.)AT | CH32 (3 Wo.)CH | Erstveröffentlichung: 4. Januar 2019 Azet feat. Nash                               |
| Folgende Lieder erschienen nicht als Single, wurden aber durch das Album zum Download und Streaming bereitgestellt und konnten somit eine Platzierung erlangen: |                                           | | | |                                                                                    |
| |                                           | | | |                                                                                    |
| 2016 | Kartell –                                 | DE— GoldDE | — | — | Verkäufe: + 200.000 Zuna feat. Azet & Nash                                         |
| 2017 | Original Mele7                            | DE52 (2 Wo.)DE | AT71 (1 Wo.)AT | CH43 (2 Wo.)CH | Charteinstieg: 21. April 2017 Zuna feat. Nash                                      |
| 2019 | Van der Vaart CB6                         | DE26 (3 Wo.)DE | — | — | Charteinstieg: 19. April 2019 Capital Bra feat. Nash                               |

Weitere Singles
- 2016: Meister Yoda (Azet feat. Nash)
- 2017: Ghetto Part 2 (Miami Yacine feat. Nash)
- 2017: Volles Magazin (Zuna feat. Nash)
- 2018: Wir hatten nix (Azet feat. Nash)
- 2019: Rhythm of the Night (Reezy feat. Nash)
- 2019: Handschellen
- 2019: Hyänen
- 2019: 13
- 2020: Volles Magazin 2 1
- 2021: Hellwach
- 2021: Story
- 2021: Dreams

### Auszeichnungen für Musikverkäufe
Anmerkung: Auszeichnungen in Ländern aus den Charttabellen bzw. Chartboxen sind in ebendiesen zu finden.
| Land/RegionAuszeichnungen für Musikverkäufe (Land/Region, Auszeichnungen, Verkäufe, Quellen) | Gold  | Platin | Verkäufe | Quellen           |
| -------------------------------------------------------------------------------------------- | ----- | ------ | -------- | ----------------- |
| Deutschland (BVMI)                                                                           | Gold1 | —      | 200.000  | musikindustrie.de |
| Insgesamt                                                                                    | Gold1 | —      |          |                   |